# گنادی کوربان
گنادی کوربان (روسی: Геннадий Владимирович Корбан؛ زادهٔ ۹ فوریه ۱۹۴۹) کشتی‌گیر فرنگی اهل روسیه بود.
وی در مسابقات کشوری و بین‌المللی در مجموع برندهٔ ۵ مدال طلا شده‌است.